# Beppe Gabbiani
Giuseppe Dante „Beppe“ Gabbiani (* 2. Januar 1957 in Piacenza) ist ein ehemaliger italienischer Automobilrennfahrer.

## Die Anfänge der Karriere
Der aus einem wohlhabenden Elternhaus stammende Gabbiani begann im Alter von 14 Jahren mit dem Kartsport. Nachdem er im Kart zwei italienische Meistertitel und zwei Europameisterschaften gewonnen hatte, wechselte Gabbiani 1977 in die Formel 3. Der Italiener gewann bereits das erste Saisonrennen in Le Castellet und beendete die Meisterschaft auf dem vierten Gesamtrang.
1978 wechselte Gabbiani in die Formel 2. Er fuhr, ohne großen Erfolg, für Trivellato Racing als Teamkollege von Giacomo Agostini einen Chevron-Ferrari. Bis 1983 blieb Gabbiani der Formel 2, mit einer einjährigen Unterbrechung 1981, in jährlich wechselnden Teams treu. Wirkliche Erfolge erzielte er dabei jedoch erst nach dem zwangsweisen Ende seiner Formel-1-Karriere, als er 1983 für Onyx insgesamt vier Saisonsiege und den dritten Gesamtrang holte.

## In der Formel 1

### 1978 bei Surtees
1978 kaufte sich Gabbiani für die letzten beiden Saisonrennen in Kanada und den USA in das finanzschwache Team Surtees, als Ersatz für den verletzten Vittorio Brambilla, ein. Am Steuer eines Surtees TS20-Cosworth gelang es dem Italiener allerdings nicht sich für eines der Rennen zu qualifizieren.

### 1981 bei Osella
1981 versuchte Gabbiani erneut sich in der Formel 1 zu etablieren. Er wurde von dem finanzschwachen Team Osella für die komplette Saison verpflichtet. Osella war ein kleines italienisches Team aus Volpiano bei Turin, das in den späten 1960er Jahren von Enzo Osella auf der Grundlage des Sportwagenprogramms von Abarth gegründet worden war und in den 1970er Jahren im Wesentlichen Sportprototypen für Rundstrecken- und Bergrennen gebaut hatte. Finanziell seit jeher auf dünnen Beinen stehend, waren die anschließenden Versuche in der Formel 2 und – ab 1980 – in der Formel 1 zumeist von Entbehrung und Improvisation geprägt. Darunter litten in erheblichem Maße die Fahrer, die wiederholt nicht ihr volles Potential zeigen konnten. Das gilt letzten Endes auch für Beppe Gabbiani.
Für das Jahr 1981 verpflichtete Osella erstmals zwei Fahrer; neben Gabbiani sollte der junge Argentinier Miguel Ángel Guerra zum Einsatz kommen. Früh zeigte sich, dass das kleine Team mit der Vorbereitung und dem Einsatz von zwei Rennwagen personell, logistisch und finanziell überfordert war. Ein wesentlicher Teil des Budgets musste darauf verwendet werden, ein zweites Auto aufzubauen.
Beide Fahrer starteten zunächst in einem Osella FA1B-Cosworth. Dieses Fahrzeug war bereits im Vorjahr anlässlich des Großen Preises von Italien im September 1980 in Betrieb genommen worden und hatte seitdem kaum Weiterentwicklung erfahren. Insgesamt war der FA1B, der mit Hausmitteln in Osellas Werkstatt konzipiert und aufgebaut worden war, zweifellos eines der schwächsten und unzuverlässigsten Fahrzeuge des Starterfeldes.
Zunächst gelang es Gabbiani noch, sich noch einige Male zu qualifizieren und beim Großen Preis von San Marino in Imola, bis zu seinem Ausfall, sich im Mittelfeld zu halten, so häuften sich später in der Saison die Nichtqualifikationen.
Nach dem Großen Preis von Spanien in Jarama verließ sein Partner Guerra das Team, ohne dass kurzfristig Ersatz gefunden werden konnte. Damit war Gabbiani im folgenden Rennen in Frankreich der einzige Osella-Pilot. Trotz dieser komfortablen Stellung vermochte Gabbiani sich nicht zu qualifizieren. Er wurde als zweitlangsamster Pilot im Qualifikationstraining gewertet; hinter ihm rangierte nur noch Derek Warwick im problematischen Toleman-Hart Turbo. Auf den letzten Startplatz fehlten Gabbiani 2,5 Sekunden; insgesamt war er mehr als 6,5 Sekunden langsamer als René Arnoux, der auf Renault die Pole-Position erreicht hatte.
Ab dem Rennen in Silverstone verpflichtete Enzo Osella den arbeitslosen Routinier Jean-Pierre Jarier, der Anfang des Jahres zwei Rennen für Ligier bestritten hatte, dort aber bald durch Jean-Pierre Jabouille ersetzt worden war. Seit dieser Zeit verschlechterte sich Gabbianis Situation im Team zunehmend. Enzo Osella konzentrierte seine sehr limitierten Mittel bewusst auf den Wagen von Jean-Pierre Jarier, da der Franzose aus Osellas Sicht wesentlich mehr Erfahrung mitbrachte und von ihm die besseren Resultate erwartet wurden. Für Gabbiani bedeutete dies, dass er ab diesem Zeitpunkt keine Testfahrten mehr bestreiten durfte. Zudem erhielt Jarier als erster neue Teile – wenn es solche gab – und letztlich wurde die Vorbereitung von Gabbianis Auto erst dann in Angriff genommen, wenn Jariers Wagen fertiggestellt war. Mehrfach musste Gabbiani auf Trainingsläufe verzichten, weil sein Auto nicht einsatzbereit. Schließlich kam es vor, dass Osella ihn aus finanziellen Gründen nicht auf die Piste ließ, entweder um Motor oder Reifen zu sparen oder weil schlicht keine Ersatzteile für Gabbianis Auto vorhanden waren.
Als in Monza der neue Osella FA1C debütierte, durfte lediglich Jarier das neue Auto fahren. Gabbianis Situation im Team verschlechterte sich dadurch nochmals. In Kanada hatte er im freien Training einen Motorschaden. Osella konnte nur zwei Mechaniker zum Austausch des Motors abstellen, und Gabbiani hatte, nach erfolgtem Austausch, dann nur noch 15 Minuten Zeit sich zu qualifizieren. Das gelang ihm letztlich nicht.
Beim letzten Rennen der Saison in Las Vegas weigerte sich Gabbiani, das Abschlusstraining für Osella zu bestreiten. Er hatte im ersten Qualifikationstraining mehr als neun Sekunden auf die Pole-Position verloren und vertrat nun die Meinung, dass das Auto „chancenlos und nicht genügend vorbereitet und gewartet“ sei.
In der Winterpause hoffte der Italiener noch auf eine Fortsetzung seiner Formel-1-Karriere. Doch obwohl er bei Testfahrten für March und Brabham durchaus zu überzeugen wusste, kam es zu keinem erneuten Formel-1-Engagement.

## Sonstige Rennen
Nachdem Gabbiani 1983 den, nach vier Siegen in den ersten fünf Saisonrennen, fast schon sicher geglaubten Formel-2-Europameistertitel aufgrund einer Verletzung, die er sich beim Training zum Rennen in Pau zuzog, doch noch verlor, bestritt der Italiener in den folgenden Jahren nur noch sporadische Rennen in der Formel 3000, sowie der italienischen Sportwagen- und Tourenwagen-Meisterschaft.
Erst 1999 kehrte Gabbiani auf die internationale Rennsportbühne zurück. Seitdem nimmt er regelmäßig an Läufen der FIA-GT-Meisterschaft, der Le Mans Series und dem 24-Stunden-Rennen von Le Mans teil.

## Statistik

### Ergebnisse in der Formel-1-Weltmeisterschaft
| Saison | Team    | Wagen                 | Rennen | Nichtqualifikationen | Starts | Punkte | Position |
| ------ | ------- | --------------------- | ------ | -------------------- | ------ | ------ | -------- |
| 1978   | Surtees | Surtees TS20-Cosworth | 2      | 2                    | —      | —      | —        |
| 1981   | Osella  | Osella FA1B-Cosworth  | 15     | 12                   | 3      | —      | —        |
| Gesamt |         |                       | 17     | 14                   | 3      | —      | —        |

### Le-Mans-Ergebnisse
| Jahr | Team                      | Fahrzeug                | Teamkollege       | Teamkollege           | Platzierung | Ausfallgrund         |
| ---- | ------------------------- | ----------------------- | ----------------- | --------------------- | ----------- | -------------------- |
| 1981 | Martini Racing            | Lancia Beta Monte Carlo | Emanuele Pirro    |                       | Ausfall     | Unfall               |
| 1984 | Scuderia Jolly Club       | Lancia LC2              | Pierluigi Martini | Xavier Lapeyre        | Ausfall     | überhitzter Zylinder |
| 1986 | Dome Co. Ltd.             | Dome 86C-L              | Toshio Suzuki     | Eje Elgh              | Ausfall     | Turboschaden         |
| 2003 | Racing for Holland        | Dome S101               | Felipe Ortiz      | Tristan Gommendy      | Ausfall     | Unfall               |
| 2006 | Creation Autosportif Ltd. | Creation CA06/H         | Felipe Ortiz      | Jamie Campbell-Walter | Ausfall     | Motorschaden         |

### Einzelergebnisse in der Sportwagen-Weltmeisterschaft
| Saison | Team                | Rennwagen              | 1   | 2   | 3   | 4   | 5   | 6   | 7   | 8   | 9   | 10  | 11  | 12  | 13  | 14  | 15  |
| ------ | ------------------- | ---------------------- | --- | --- | --- | --- | --- | --- | --- | --- | --- | --- | --- | --- | --- | --- | --- |
| 1981   | Lancia              | Lancia Beta Montecarlo | DAY | SEB | MUG | MON | RIV | SIL | NÜR | LEM | PER | DAY | WAT | SPA | MOS | ROA | BRH |
| 1981   | Lancia              | Lancia Beta Montecarlo | DNF |     |     | DNF |     | 7   |     | DNF |     |     | DNF |     |     |     |     |
| 1984   | Jolly Club          | Lancia LC2             | MON | SIL | LEM | NÜR | BRH | MOS | SPA | IMO | FUJ | KYA | SAN |     |     |     |     |
| 1984   | Jolly Club          | Lancia LC2             | DNF | 7   | DNF |     |     |     |     |     |     |     |     |     |     |     |     |
| 1986   | Dome                | Dome 86C               | MON | SIL | LEM | NÜN | BRH | JER | NÜR | SPA | FUJ |     |     |     |     |     |     |
| 1986   | Dome                | Dome 86C               |     |     | DNF |     |     |     |     |     | 28  |     |     |     |     |     |     |
| 1990   | Courage Compétition | Cougar C24             | SUZ | MON | SIL | SPA | DIJ | NÜR | DON | MOT | MEX |     |     |     |     |     |     |
| 1990   | Courage Compétition | Cougar C24             |     | 13  |     |     | 13  |     | DNF | DNF |     |     |     |     |     |     |     |